# Tamara Ecclestone
Tamara Ecclestone Rutland (nascida em 28 de junho de 1984) é uma modelo britânica, socialite, personalidade de televisão e a filha do bilionário Bernie Ecclestone.

## Infância
Ecclestone nasceu em Milão, na Itália. Seu pai, Bernie Ecclestone é o chefe executivo da Formula One Group, e a sua mãe, Slavica Ecclestone atua como modelo. É a irmã de Petra Stunt. Foi educada na Escola Francis Holland, em Londres.

## Carreira
Na Itália, Ecclestone foi apresentadora da Sky Sports, durante a cobertura da temporada 2009 da Fórmula 1. Também trabalhou com diversos produtos relacionados ao estilo de vida e glamour, depois de fazer sua estreia na televisão em 2006 apresentando o Red Bull Air Race World Championship para o Channel 4. Em 2011, ela estrelou seu próprio programa de reality-TV Tamara Ecclestone: Billion $$$ Girl, no Canal 5.

## Vida pessoal
Eccelstone estava noiva de Jonathan Ketterman em 2002. Em 2013, Ketterman foi declarado culpado de tentar chantageá-la.
Eccelstone se casou com Jay Rutland (Essex, 11 de março de 1981) em junho de 2013. O casal teve uma filha, Sophia Ecclestone-Rutland, em 17 de março de 2014. No dia 20 de abril de 2016, Rutland teve acusações retiradas depois que foi acusado de ajudar um ofensor.
Eles vivem numa casa nos Jardins do Palácio de Kensington [en], em Londres. A casa foi comprada em 2011 por 45 milhões de euros.
Ecclestone posou para a Playboy em maio de 2013.